# Jeronimo Osa Osa Ecoro
 (août 2013).
Jeronimo Osa Osa Ecoro, est un homme politique équatoguinéen. Il est ministre de l'Information, de la Culture et du Tourisme et porte-parole du gouvernement équatoguinéen jusqu'à sa démission le 18 mai 2012.
Il est secrétaire général du Parti démocratique de Guinée équatoriale, positionné à l'extrême droite.